# 火打石

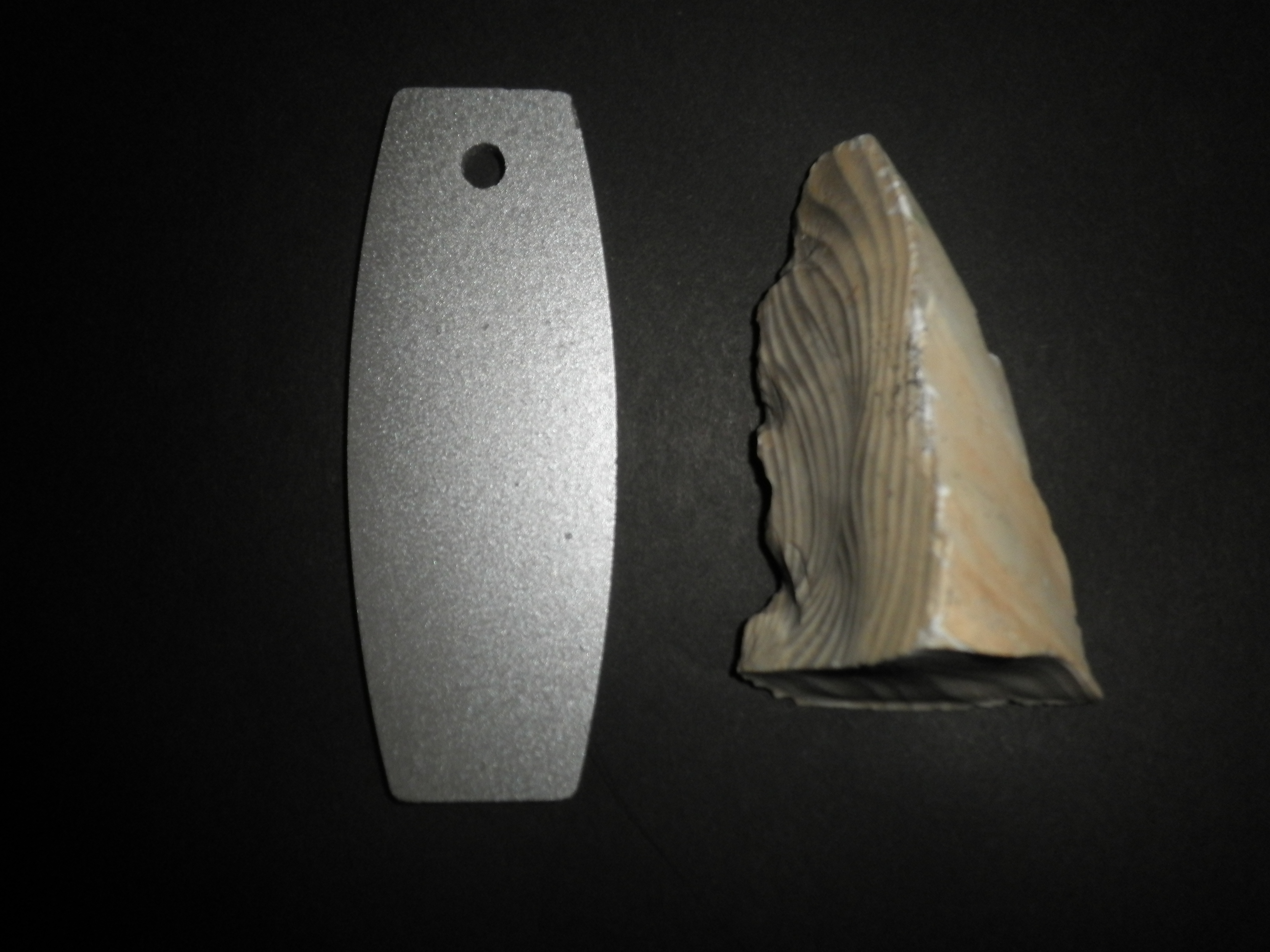
鋼とフリントの火打石セット

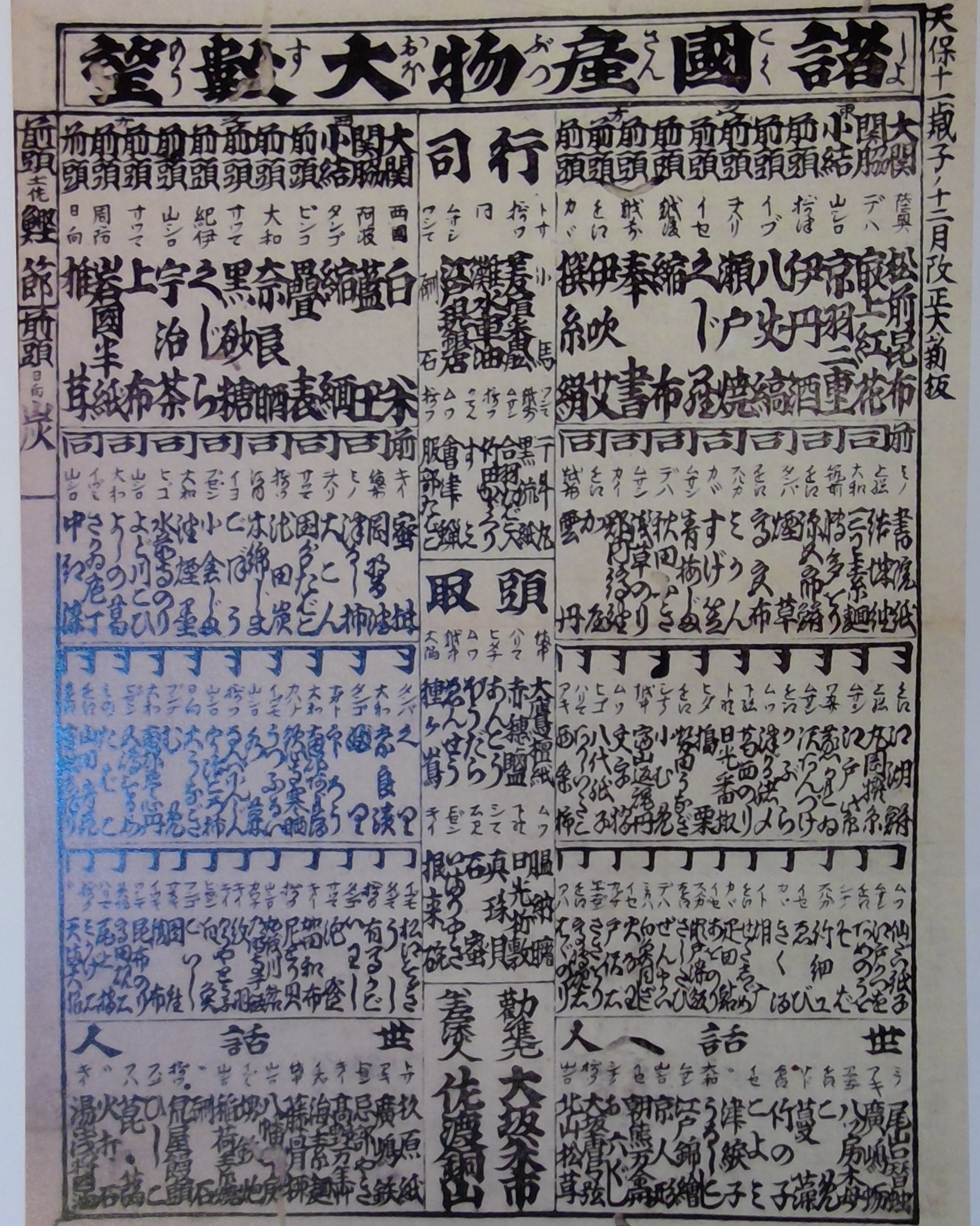
1840年の『諸国産物大数望』左下にアハ（阿波国、現在の徳島県）蒟蒻（こんにゃく）と並んで、同（アハ） 火打石とある。

火打石（ひうちいし）とは、鋼鉄片の火打金にとがった石英などを打ちあわせて出る火花を火口に点火する「火花式発火法」に用いる硬質の石、またその発火具。古くは燧石とも表記される。
材質としてはメノウ、玉髄、チャート、石英、サヌカイト、ジャスパー、黒曜石、ホルンフェルスなどが用いられた。西ヨーロッパなどでは白亜層や石灰層に産出し、ドーヴァー海峡の両岸などに多数あるフリント型チャートの一種であるフリントを用いたため、欧米の翻訳から始まった考古学や歴史学では火打石＝フリントという誤解が生じた。
ヨーロッパの石器時代には黄鉄鉱（パイライト。ギリシャ語で火の石という意味）や白鉄鉱の塊にフリントを打ちつけて火花を飛ばし、発火具とした考古学的な資料もあるが、鋼鉄の火花と違って温度が低く、木と木をこすり合わせる摩擦発火具に比べて必ずしも効率がよくはなかった。古代以降は鋼の火打金と硬い石を打ち合わせる発火具が普及した。
火打石による発火の原理は、火打石を火打ち金に打ち付けることによって剥がれた鉄片が火花を起こすもので、火打石同士を打ち合わせても火花は出ない。火打ち金を削ることができる硬度があればよいので、火打石の材質は前述の通りに種類が多様となる。

## 概要
石器時代のヨーロッパの一部で石と石（黄鉄鉱とフリント）を打ち合わせて火を起こした形跡はあるが、後の時代には鋼鉄製や鋼に木の取っ手を付けた火打金（ひうちがね。関東の方言では火打鎌・ひうちがま、丹尺・たんじゃく）と呼ばれる道具に火打石を打ち付けて火花を飛ばすようになった。この火花を着火しやすい火口（ほくち）に点火し火種を作り、次に薄い木片の先に硫黄を塗った付木（つけぎ）を用いて焚き火やかまど、灯明などに点火した。火口にはキノコや朽木やガマの穂などを焼いた消し炭などが用いられた。
火打金の発見例から考えて、火打石・火打金を用いた発火法の起源の1つは北方ユーラシアにあるとされる。また、火打ち石は、江戸時代の処世句に「角とれ
て 打つ人もなし 火打石」とあるように、金属を削るための角が必要で使い続けていくうちに微細剥離で角が無くなる。再利用として石を割って角を作るため、考古学遺跡では角を欠いた丸みのある金属の微粒子がこびりついた小石の形で発見される。

### 日本の歴史
日本における火打石は古くは『古事記』において倭建命（やまとたけるのみこと）が叔母の倭媛（やまとひめ）から授かった袋に入った火打道具を用いて難を逃れた話が知られ、また養老律令軍防令において兵士50人ごとに火鑽（ひうち）1具と熟艾（やいぐさ）1斤（もぐさなどで作った火口）の携帯を義務付けている。『常陸国風土記』には同国が火打石の産地であったことが記されており、江戸時代にも久慈川の支流域で採掘された白い玉髄製の火打石は江戸に出荷され「水戸火打」と呼ばれ、硬く減りにくく、よく火花が出る最高級品であった。
江戸時代になると、火打道具も商品として重要視されるようになり、京都郊外の鞍馬山や美濃国養老の滝周辺の灰色の火打石、江戸では水戸藩から出荷される白色半透明の水戸火打が高級品として重んじられた。火打石による発火に必要な火口としてガマの穂やツバナ、パンヤなどに煙硝（硝酸カリウム）や灰汁を加えた火口も商品化されるようになった。付木は関西や西国では「いおう（硫黄）」、「いおうぎ（硫黄木）」とも呼ばれ、「硫黄＝祝う」に通じるとして礼物などに用いられ、お返しとしてマッチを贈る近現代の風習のルーツとなったと言われている。旅行や行軍用に火打石・火打金・火口などをセットにした燧袋（火打袋）は古代からあったが、江戸時代には布製、革製、金唐革製、木製などのさまざまな様式の火打袋や火打道具が登場し、銀鎖を付けたり凝った作りの火打道具はステータスシンボルでもあった。家庭用には火打箱が用いられた。江戸時代の火打道具のブランドとしては、京都で吉久、明珍、江戸で本桝屋、九州で豊前小倉大道、幕末には江戸市中で大流行した上州吉井本家などがあり、吉井本家の火打石は現在も神仏具として、あるいは体験学習用教材として、形を変えて東京の墨田区内で作られている（外部リンク参照）。

## 切り火（鑽火）
火を清浄なものとする古来からの考え方により、身を清めるまじないや魔除けやお祓いとして火打石を打ち鳴らすことを切火（きりび）と言う。火の文化史の研究者である和光大学の関根秀樹によれば、宝暦年間の平賀源内の著作『太平楽巻物』に切り火の場面が描かれ、山東京伝『大晦曙草紙』にも、浮世絵や川柳にも類例があることから、江戸時代中〜後期に厄除の切り火の風習があったことは確実であるという。日本の時代劇でも、これから出掛けようとする人物などに向けて火打ち石を打つ描写が見られる。鳶職や花柳界、柴又の門前町、東京下町の職人社会、落語などの演芸の世界では、現代でも毎朝切り火を行う風習が残っているという。

## 発火石

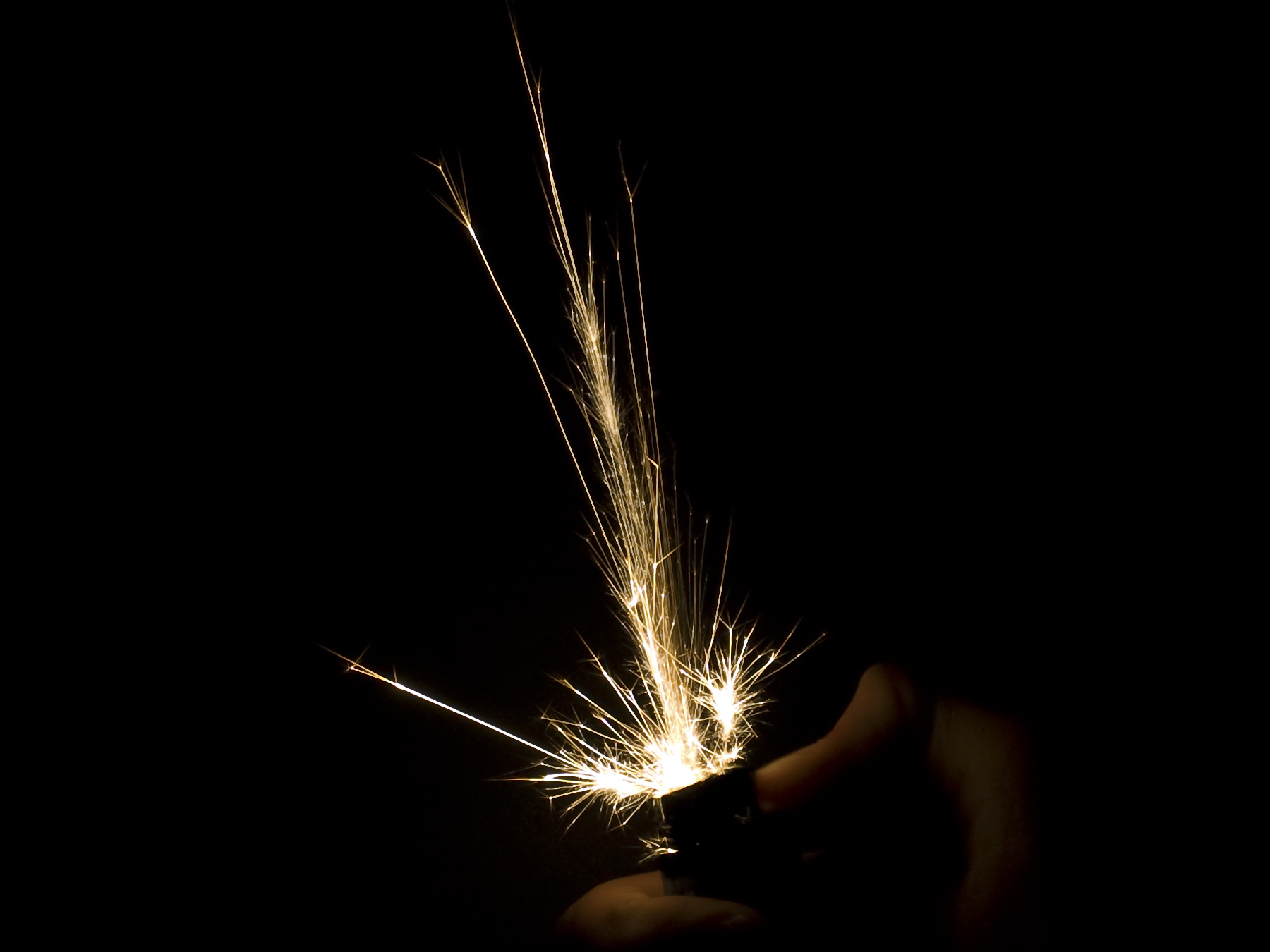
ライター用の発火石による火花

ライター用の発火石（flint、フリント）は、1906年、オーストリアのカール・ヴェルスバッハ（Carl Auer von Welsbach）によって発明された。セリウムと鉄の合金（フェロセリウム）である。これをやすり等でこすると（上記の燧石とは逆に）合金がけずれる。セリウムは発火しやすい性質があり、強くこするとけずれた発火石の破片が摩擦熱で発火する。この種火でベンジンや可燃性ガスなどに引火させることにより、点火装置として使用する。

## 日本の産地

### 火打石
以下の産地が知られる。
- 徳島県（阿波国）大田井
- 茨城県常陸大宮市諸沢
- 石川県志賀町火打谷
- 岐阜県養老町養老滝
- 滋賀県草津市狼川
- 京都市左京区鞍馬
- 徳島県阿南市燧崎
- 徳島県阿南市大田井
- 熊本県氷川

### 火打鎌
- 吉井本家[6]